# Pedrosa del Páramo
Pedrosa del Páramo település Spanyolországban, Burgos tartományban. Pedrosa del Páramo Isar községgel határos. Lakosainak száma 89 fő (2024).

## Népesség
A település népessége az utóbbi években az alábbiak szerint változott:
| Lakosok száma | 113  | 103  | 95   | 89   | 103  | 105  | 105  | 89   | 84   | 89   |
|               | 2001 | 2004 | 2006 | 2009 | 2011 | 2014 | 2016 | 2019 | 2021 | 2024 |